# The Sue Sylvester Shuffle
«The Sue Sylvester Shuffle» (рус. Подтасовка Сью Сильвестр) — одиннадцатый эпизод второго сезона американского музыкального телесериала «Хор», показанный телеканалом Fox 6 февраля 2011 года сразу после трансляции матча Супербоул XLV. В эпизоде тренер Бист решает примирить хор и футбольную команду, заставив их объединиться и работать вместе, в то время как тренер команде поддержки Сью Сильвестр делает так, что чемпионат черлидеров состоится в один день с футбольным матчем, что ставит участниц команды поддержки перед выбором — помочь выиграть игру или отправиться на соревнования.
Эпизод стал самым рейтинговым эпизодом сериала и самым дорогим из показанных после Супербоула за всю историю телеканала: его посмотрели более 28 млн человек, а стоимость по сообщениям составляет от $ 3 до $ 5 миллионов. Эпизод отличался более чем пятьюстами дополнительными расходами, в том числе на услуги дополнительной команды визажистов и костюмеров, а во время съёмок, которые проходили в середине декабря, несколько актёров заболели тонзиллитом. В серии приняла участие журналистка Кэти Курик, которая появилась в роли самой себя в финале эпизода, и чья шутка о Дине Лохан стала объектом нападок критиков. В эпизоде прозвучали кавер-версии пяти песен, в том числе финальный мэшап песни «Thriller» Майкла Джексона и «Heads Will Roll» группы Yeah Yeah Yeahs, который несколько обозревателей назвали лучшим номером сериала. Райан Мёрфи заявил, что эпизод стал данью уважения Джексону; все исполненные композиции, за исключением «California Gurls», были выпущены в качестве синглов посредством цифровой дистрибуции, «Need You Now», «She’s Not There» и «Thriller / Heads Will Roll» вошли в альбом Glee: The Music, Volume 5, а «Bills, Bills, Bills» — в Glee: The Music Presents the Warblers.

## Сюжет
Сью Сильвестр (Джейн Линч), тренер школьной команды поддержки, готовится к грядущим соревнованиям её подопечных и решает подготовить уникальный номер. Она заказывает пушку, планируя поместить туда Бриттани (Хизер Моррис) и выстрелить ею на сетку во время выступления. Между тем конфронтация в футбольной команде растёт: Финн (Кори Монтейт), Пак (Марк Саллинг), Арти (Кевин Макхейл) и Сэм (Корд Оверстрит) подвергаются нападкам со стороны коллег по команде за их участие в хоре. Тренер Шэнон Бист (Дот Джонс) находит выход из ситуации: она заставляет футболистов на одну неделю присоединиться к хору. Несмотря на недовольство обеих сторон в отношении Дейва Карофски (Макс Адлер), который вынудил своими гомофобными нападками уйти из школы Курта Хаммела (Крис Колфер), всем приходится согласиться. Между тем черлидеры отказываются использовать пушку, так как это потенциально опасно и чревато травмами. В отместку Сью сообщает руководителю хора Уиллу Шустеру (Мэтью Моррисон), что она, используя свои связи, перенесла региональные соревнования черлидеров в тот же вечер, что и игра футбольной команды, что в итоге делает невозможным традиционное выступление группы поддержки во время перерыва в игре. Сью ставит девушкам ультиматум — либо участие в хоре, либо поездка на соревнования. Куинн (Дианна Агрон), Сантана (Ная Ривера) и Бриттани вынуждены выбрать соревнования, так как это больше поможет им в колледже, чем хор. Шустер сообщает футболистам и хористам, что они будут исполнять мэшап «Thriller / Heads Will Roll» во время перерыва. Он замечает и поощряет талант Карофски и советует ему перенаправить свою агрессию в другое русло. Однако, когда на футболистов нападает хоккейная команда, Карофски и другие парни покидают хор, даже если это будет стоить им членства в футбольной команде. Планы рушатся: часть хора едет на соревнования, а футбольная команда не может играть из-за недостатка игроков после ухода.
Чтобы игра состоялась, Рейчел (Лиа Мишель), Лорен (Эшли Финк), Мерседес (Эмбер Райли) и Тина (Дженна Ашковиц) решают вступить в футбольную команду для формального количества. Игра начинается не лучшим образом для МакКинли, и, когда Тина получает травму, Финн как капитан решает взять ситуацию под контроль. Он просит Пака попробовать уговорить Карофски и остальных вернуться и забыть о личных недопониманиях, а сам Финн уговаривает Сантану, Куинн и Бриттани вернуться в хор и поддержать команду. Они, а также футболисты, соглашаются вернуться, кроме Карофски, который остаётся на трибуне. Бист принимает их обратно. Хор и футболисты в перерыве, одетые как зомби, исполняют «Thriller / Heads Will Roll», что имеет оглушительный успех. В середине номера Карофски присоединяется к ним, а в оставшееся время МакКинли выигрывают игру путём устрашения соперника гримом и костюмами зомби.
Сью, оставшись без команды, проигрывает региональные впервые за семь лет. Журналистка Кэти Курик берёт у неё интервью для рубрики «Неудачник года», где углубляется в её ужасное обращение с подопечными и риск нанести травму, выстрелив из пушки. Бюджет команды поддержки сокращают в пользу хора, что даёт им возможность оплатить поездку на региональные. Финн решает, что Карофски изменил своё отношение к хору, когда присоединился к выступлению. Он предлагает ему присоединиться к ним и поехать в Далтон, чтобы извиниться перед Куртом за унижения, на что Карофски отвечает, что сделал это только ради команды и по-прежнему не считает хор чем-то достойным. В финале Куинн целует Финна, говоря ему, что его действия как на поле, так и вне его, заставили её вспомнить о любви к нему.

## Реакция
В США эпизод посмотрели 26,8 млн человек, а процентный рейтинг просмотров составил 11.1/29, что стало наивысшим показателем сериала на данный момент, а также самым высоким рейтингом для сериалов в целом за последние три года. Зрительская аудитория значительно увеличилась с предыдущего эпизода, «A Very Glee Christmas», которую посмотрели 11,11 млн зрителей, а процентный рейтинг составил 4.4/13. В Канаде серию посмотрели 2,16 млн человек, что позволило ему занять 9 строчку в недельном рейтинге телепрограмм.
Реакция критиков на эпизод была смешанной. Роберт Бьянко из USA Today нашёл его слабым в плане сюжета и морали, несмотря на это, он посчитал, что эпизод сам по себе приемлем — им могут насладиться как фанаты, так и новые зрители. Вики Хайман из The Star-Ledger, напротив, отметила, что, несмотря на то, что футбол является центральной темой эпизода, вряд ли новые зрители, собравшиеся смотреть сериал из-за Супербоула, смогут надолго остаться у экранов по причине незнания предыдущих сюжетных линий. Вилла Пэскин из New York выразила мнение, что Мёрфи продемонстрировал «вопиющее неуважение» по отношению к потенциально новой аудитории. На её взгляд футбольная команда МакКинли была использована как метафора для новых зрителей, которые могли бы полюбить «Хор», если бы полюбили его музыкальные номера, но нашла оскорбительным, что та же команда была показана неотёсанной и невежественной. Кевин Феллон из The Atlantic выразил мнение, что эпизоду не достаёт «обычного резкого остроумия и эмоциональной нагрузки» «Хора» и покритиковал уменьшение ролей Колфера и Крисса.